# 斯庫格卡門嶺
71°23′S 13°40′E / 71.383°S 13.667°E
斯庫格卡門嶺（英語：Skuggekammen Ridge）是南極洲的山嶺，位於毛德皇后地的阿斯特里德公主海岸，屬於沃爾塔特山脈中格魯伯山脈的一部分，由德國探險隊發現和根據空中照片被繪入地圖。